# Ster (status)
Met een ster wordt een beroemdheid bedoeld die een bepaalde grote status heeft gekregen, die verder gaat dan alleen bekendheid.
Het begrip is afkomstig uit de wereld van het toneel en het variété. Daar werd op de deur van een speler die op het toneel uitblonk ("een nieuwe ster straalt op het toneel, zoals er een nieuwe ster aan het firmament staat"), een ster aangebracht. In de opera verkreeg zo iemand de status van prima donna. Voorheen werd zo iemand in Nederland aangeduid als een coryfee.
De sterrenstatus ligt vaak tussen idool en icoon in en kan overlap vertonen tussen beide. Beroemdheid, ster, vedette en idool hebben een gedeeltelijk overlappende betekenis, sterrendom is een synoniem van vedettendom, men kan zich gedragen als prima donna of vedette, men wordt beschouwd als idool of ster. Een vedette is vooral een persoon uit de showbusiness die verafgood wordt door fans.
Door de eeuwen heen zijn er steeds verschillende criteria geweest om te bepalen wie er in welke beroepen de sterrenstatus verkreeg. Maar de benaming is vooral iets van het einde van de 19e eeuw en kreeg vanaf de 20e eeuw veelal betrekking op mediafiguren en muzikanten, zoals de popster.
In 1958 kregen Amerikaanse sterren publieke erkenning met sterren ingemetseld in het voetpad van Hollywood Boulevard en Vine Street op de Hollywood Walk of Fame, een initiatief dat nadien wereldwijd op vele plaatsen werd overgenomen.